# Лю Синьюй
Лю Синью́й (кит. упр. 柳鑫宇, пиньинь Liǔ Xīnyǔ; родился 16 октября 1994, Чанчунь) — китайский фигурист, выступающий в танцах на льду. В паре с Ван Шиюэ становился чемпионом Азиатских игр (2017), участником Олимпийских игр (2018), четырёхкратным чемпионом Китая (2015, 2018—2020) и победителем Гран-при Китая (2020).
По состоянию на сентябрь 2020 года пара занимает девятое место в рейтинге Международного союза конькобежцев (ИСУ).

## Карьера

### Ранние годы
Лю Синьюй родился 16 октября 1994 года в Чанчуне. Начал заниматься фигурным катанием в восемь лет. Сперва катался как одиночник, не демонстрируя особых успехов.
В 2007 году тренер Хуан Гуйюй поставила в танцевальную пару двух одиночников — Лю Синьюя и его сверстницу Ван Шиюэ. Первые годы они выступали на внутренних китайских турнирах, финишируя в середине судейского протокола. На чемпионате Китая 2013 завоевали серебро и в следующем сезоне вышли на международный уровень. Лю и Ван дебютировали на международных соревнованиях сразу среди взрослых, поскольку по юниорам Федерацией отдавалось предпочтение паре Чжан Ии и У Наня. На первом чемпионате четырёх континентов подопечные Хуан Гуйюй стали девятыми, уступили менее одного балла конкурентам по сборной Чжан и У.

### Путь к Олимпиаде
В сезоне 2014/2015, который был открытием нового олимпийского цикла, Лю и Ван дебютировали на этапе Гран-при и чемпионате мира. Оба турнира проводились в Шанхае и имели для фигуристов «домашний» статус. В рамках турнира Гран-при показали лучший результат среди соотечественников, опередив Чжан и У на семнадцать баллов. На чемпионате мира сумели после исполнения короткой программы пройти в финальный сегмент соревнований. В течение сезона завоевали золото на Кубке Торуни, а с Кубка Варшавы, входящего в серию Челленджер, привезли бронзовые награды.
Порталом Absolute Skating отмечалось их высокое взаимопонимание и слаженность движений, что способствовало победе на чемпионате Китая 2015. Лю и Ван показывали хорошее катание с технической точки зрения, но выражение эмоций через танец являлось слабой стороной. Для повышения артистизма они в 2016 году брали консультации у итальянского тренера и хореографа Паскуале Камерленго. Дуэт высоко ценил работу с ним. По словам Лю, благодаря итальянцу у пары повысилось качество каждого аспекта катания. Иностранные хореографы поставили китайцам яркие и стильные программы. При этом сохранилась техническая сложность, например вращательная поддержка, когда Лю удерживал партнёршу всего одной рукой.
Улучшения помогли танцорам стать чемпионами Азии в 2017 году. В этом ранге отправились на чемпионат мира, являющийся олимпийским отбором, и завоевали там квоту на Игры. В Пхёнчхане приняли участие в командных и личных соревнованиях. В последних завершили выступления после короткого проката, не квалифицировавшись в произвольную программу. В рамках командного турнира принесли сборной Китая четыре очка из десяти возможных. Ранее в олимпийском сезоне выступили на Гран-при США, где чисто выполнили поддержки, заходы в поддержки и парное вращение.

### Лидеры сборной
После Олимпийских игр Лю и Ван переехали в Канаду, где присоединились к монреальской Ледовой академии Мари-Франс Дюбрёй и Патриса Лозона. На старте сезона 2018/2019 выиграли один из Челленджеров, на котором опередили брата и сестру Парсонсов, ставших в позапрошлом сезоне чемпионами мира и США в юниорской категории. На Гран-при Японии 2018 пара после первого дня соревнований была на четвёртом месте, уверенно исполнив дорожку шагов. По итогам двух выступлений они опустились на шестое место среди девяти дуэтов, выходивших на лёд. Одержав вторую победу подряд, и третью в сумме, в статусе чемпионов Китая отправились на чемпионат мира. По его результатам стали единственными танцорами из Азии, прошедшими в финальную стадию турнира.
В сезоне 2019/2020 темами короткого и произвольного танца были Чарли Чаплин и «Чёрный лебедь», соответственно. Благодаря большой разнице в росте, составляющей двадцать три сантиметра, фигуристы усиливали комичный эффект при интерпретации короткой программы. Они в четвёртый раз выиграли чемпионат страны и остановились в шаге от пьедестала на чемпионате четырёх континентов, пропустив вперёд две американские и канадскую пары.
В следующем сезоне, который получился неполноценным из-за карантинных ограничений, они сохранили постановки. Представили программы на Гран-при Китая 2020, где принимали участие только местные спортсмены. Лю и Ван победили, преодолев барьер двухсот баллов. Но этот результат не был зачтён как личный рекорд из-за национального характера Гран-при. За два месяца до турнира Лю перенес операцию на руке, из-за чего дуэт изменил часть элементов, чтобы скрыть его травму.
Лю и Ван под руководством иностранных специалистов добились значительного прогресса в технике и выразительности. Вследствие чего достигли уровня выше среднего по мировым меркам. Одновременно с этим являются лидерами китайских танцев на льду, традиционно развитых меньше, чем остальные виды фигурного катания в Китае.

## Программы
| Сезон     | Ритм-танец | Произвольный танец                                                                                         |
| --------- | --- | --- |
| 2019—2021 | - Квикстеп и вальс: «Чаплин» Кристофер Кертис - Квикстеп: «Новые времена» Лео Данидерфф                          | - «Чёрный лебедь» Клинт Мэнселл                                                                            |
| 2018—2019 | - Танго: «Пираты Карибского моря» Ханс Циммер                                                                    | - «Meant» Elivazeta                                                                                        |
| 2017—2018 | - Румба и самба: «Despacito»                                                                                     | - «Over My Shoulder», «Happy Ending» Мика                                                                  |
| 2016—2017 | - Блюз: «That’s Why I Play The Blues» Гэри Мур - Свинг: «Mojo Boogie» Гэри Мур                                   | - «Нью-Йорк, Нью-Йорк» Ральф Бернс                                                                         |
| 2015—2016 | - Вальс: «Piano Man» Билли Джоэл - Фокстрот: «Fever» Бейонсе                                                     | - «Крадущийся тигр, затаившийся дракон» Йо Йо Ма, Тань Дунь, Коко Ли - «Fury, Hammer, And Tongs» Джек Уолл |
| 2014—2015 | - Пасодобль: «A Bad Kitty», «Farewell to San Ricardo» Генри Джекман - Фламенко: «Diablo Rojo» Rodrigo y Gabriela | - «Артист» Людовик Бурс                                                                                    |
| 2013—2014 | - Фокстрот: «Why Don’t You Do Right?» - Квикстеп: «Dancing Fool»                                                 | - «The Cello Song»                                                                                         |
| 2012—2013 | - Блюз: «Feeling Good» - Хип-хоп: «Walk This Way»                                                                | - «Рапсодия на тему Паганини» Сергей Рахманинов                                                            |

## Результаты
| Результаты выступлений в паре с Ван Шиюэ |       |       |       |       |       |       |       |       |       |       |       |
| Соревнования                             | 10/11 | 11/12 | 12/13 | 13/14 | 14/15 | 15/16 | 16/17 | 17/18 | 18/19 | 19/20 | 20/21 |
| Международные                            |       |       |       |       |       |       |       |       |       |       |       |
| Олимпийские игры — танцы на льду         |       |       |       |       |       |       |       | 22    |       |       | 12    |
| Олимпийские игры — командный турнир      |       |       |       |       |       |       |       | 6     |       |       | 5     |
| Чемпионат мира                           |       |       |       |       | 19    | 22    | 16    | 18    | 15    |       |       |
| Чемпионат четырёх континентов            |       |       |       | 9     | 7     | 9     | 7     | 5     | 7     | 4     |       |
| Гран-при. NHK Trophy                     |       |       |       |       |       |       |       |       | 6     | 5     |       |
| Гран-при. Skate Canada                   |       |       |       |       |       |       | 9     |       | 6     |       |       |
| Гран-при. Skate America                  |       |       |       |       |       | 8     |       | 8     |       |       |       |
| Гран-при. Cup of China                   |       |       |       |       | 6     | 6     | 6     | 6     |       | 4     | 1     |
| Челленджер. Nebelhorn Trophy             |       |       |       |       |       |       |       |       |       | 6     |       |
| Челленджер. Asian Open Trophy            |       |       |       |       |       |       |       |       | 1     |       |       |
| Челленджер. Autumn Classic               |       |       |       |       |       |       |       |       | 4     |       |       |
| Челленджер. Finlandia Trophy             |       |       |       |       |       |       |       | 7     |       | 2     |       |
| Челленджер. Warsaw Cup                   |       |       |       |       | 3     |       |       |       |       |       |       |
| Torun Cup                                |       |       |       |       | 1     |       |       |       | 3     | 2     |       |
| Кубок Ниццы                              |       |       |       |       |       |       |       | 2     |       |       |       |
| Азиатские игры                           |       |       |       |       |       |       | 1     |       |       |       |       |
| Командный чемпионат мира                 |       |       |       |       | 5     |       | 5     |       |       |       |       |
| Универсиада                              |       |       |       | 13    |       |       |       |       |       |       |       |
| Национальные                             |       |       |       |       |       |       |       |       |       |       |       |
| Чемпионат Китая                          | 5     | 5     | 2     | 3     | 1     |       |       | 1     | 1     | 1     |       |